# Sao Wolf–Rayet

Hình ảnh Tinh vân M1-67 xung quanh sao Wolf–Rayet WR 124 của Kính Viễn Vọng Không Gian James Webb

Sao Wolf–Rayet, thường viết tắt thành sao WR, là một tập hợp các sao hiếm không đồng nhất với quang phổ bất thường hiển thị các đường quang phổ phát xạ rộng rãi nổi bật có heli, nitơ hoặc cacbon với độ ion hóa cao. Quang phổ cho thấy sự tăng cường bề mặt rất cao của các nguyên tố nặng, hoàn toàn không có hydro, và có gió sao mạnh. Nhiệt độ bề mặt của các sao này dao động từ 30.000 K đến khoảng 200.000 K, nóng hơn hầu hết các ngôi sao khác.
Các sao Wolf–Rayet cổ điển là các sao khổng lồ tiến hóa mà đã hoàn toàn mất lớp hydro bên ngoài và đang tổng hợp heli hoặc các yếu tố nặng hơn trong lõi của sao. Một tập hợp con của các ngôi sao WR loại I cho thấy các vạch hydro trong quang phổ của chúng và được gọi là sao WNh; chúng là những ngôi sao cực kỳ lớn vẫn còn tổng hợp hiđrô ở lõi, với heli và nitơ bị đẩy ra bề mặt bằng sự trộn mạnh mẽ và việc tổn thất khối lượng do bức xạ. Một nhóm sao khác với quang phổ WR là những ngôi sao trung tâm của tinh vân hành tinh (CSPNe), các sao hậu Asymptotic Giant Branch với các điểm tương đồng với Mặt Trời khi còn trên trình tự chính, nhưng bây giờ đã ngừng phản ứng nhiệt hạch và lộ ra bầu khí quyển của chúng với một lõi carbon và oxy.
Tất cả các ngôi sao Wolf-Rayet đều là những vật thể phát sáng cao do nhiệt độ cao của chúng - hàng nghìn lần độ sáng của Mặt Trời. Đối với CSPNe, sáng gấp hàng trăm nghìn lần cho các sao WR cấp 1, hơn 1 triệu lần cho các sao WNh—mặc dù chúng không phải là đặc biệt sáng khi nhìn vào vì hầu hết bức xạ điện từ của chúng là ở vùng tử ngoại.
Các sao nhìn thấy được bằng mắt thường Gamma Velorum và Theta Muscae, cũng như ngôi sao lớn nhất đã từng biết, R136a1 tại đám mây Magellan lớn 30 Doradus, đều là các sao Wolf–Rayet.